# EnterpriseDB
EnterpriseDBは、PostgreSQLにモジュールを追加した製品であるPostgres Plus Standard Serverにより、PostgreSQLに対するエンタープライズクラスのサポートを提供する株式非公開企業である。その他の製品としては、PostgreSQLにOracle Databaseとの互換性を付与してマイグレーションを容易化するPostgres Plus Advanced Serverがある。

## 歴史
EnterpriseDBは、オープンソースソフトウェアの原理と開発手法に基づいて、他データベースとの互換性を持ちながら劇的にコストの低い製品を提供することで、データベース製品の寡占状態を破るというゴールのもとに、2004年に設立された。技術的な基盤としてPostgreSQLを選んだ理由としては、大規模な商用システムでの20年以上にわたる使用実績があったこと、開発者コミュニティが活発であったこと、利用可能なオープンソースデータベースの中で最も強力な製品になるだろうという世評があったことが挙げられる。EnterpriseDBは現在マサチューセッツ州に本社があり、ニュージャージー州、ヨーロッパ、アジアにもオフィスがある。CEOはEd Boyajianである。

## 製品
EnterpriseDBはPostgreSQLをベースとした2種類のディストリビューションを提供しており、それぞれに追加機能と商用サポートが追加されている。これらのディストリビューションは無料でダウンロード可能であり、Linux、Windows、Solarisといったプラットフォームがサポートされている。また、JDBC、ODBC、.NET、ESQL/C++、Perl、Python、PHPなど、主要なプログラミング言語向けのドライバも提供されている。
- ディストリビューションとその特徴
  - PostgreSQL - Postgresコミュニティにより開発されたもの
  - Postgres Plus Standard Server - PostgreSQLの全機能に加え、追加のQAテスト、統合コンポーネント、チューニング、ワンクリックインストール機能を追加
  - Postgres Plus Advanced Server - Postgres Standard Serverの機能に加え、Oracleとの互換性およびスケーラビリティに関する機能を追加。さらに、管理者や開発者向けのツールも提供される。このディストリビューションでは、PostgreSQLのコアがカスタマイズされており、OracleのPL/SQLを解釈できるようになっている。[2][3]

また、Oracleからのレプリケーション、Oracleへのレプリケーションも行えるようになっている。 これにより、Oracle向けに記述されたアプリケーションを動作させられるようになっている。
- EnterpriseDBの開発したプログラム
  - StackBuilder Plus
  - xDB Replication Server

EnterpriseDBでは他にも、リモートDBAサービス、チューニング、開発者向けサポート、DBA認定、教育といったPostgres向けのサービスやサポートオプションを提供している。